# Liste der Biografien/Stein
Liste der Biografien |
Portal Biografien |
Personensuche
# |
A |
B |
C |
D |
E |
F |
G |
H |
I |
J |
K |
L |
M |
N |
O |
P |
Q |
R |
S |
T |
U |
V |
W |
X |
Y |
Z |
?
 
Sa |
Sb |
Sc |
Sd |
Se |
Sf |
Sg |
Sh |
Si |
Sj |
Sk |
Sl |
Sm |
Sn |
So |
Sp |
Sq |
Sr |
Ss |
St |
Su |
Sv |
Sw |
Sy |
Sz
 
Sta |
Ste |
Sth |
Sti |
Stj |
Stl |
Sto |
Str |
Sts |
Stt |
Stu |
Stv |
Stw |
Sty
 
Stea |
Steb |
Stec |
Sted |
Stee |
Stef |
Steg |
Steh |
Stei |
Stej |
Stek |
Stel |
Stem |
Sten |
Steo |
Step |
Ster |
Stes |
Stet |
Steu |
Stev |
Stew |
Stey |
Stez
 
Steib |
Steic |
Steid |
Steie |
Steif |
Steig |
Steij |
Steik |
Steil |
Steim |
Stein |
Steio |
Steir |
Steis |
Steit |
Steiw |
Steix
 
Steina |
Steinb |
Steinc |
Steind |
Steine |
Steinf |
Steing |
Steinh |
Steini |
Steink |
Steinl |
Steinm |
Steinn |
Steino |
Steinp |
Steinr |
Steins |
Steint |
Steinu |
Steinv |
Steinw
Die Liste der Biografien führt alle Personen auf, die in der deutschsprachigen Wikipedia einen Artikel haben. Dieses ist eine Teilliste mit 384 Einträgen von Personen, deren Namen mit den Buchstaben „Stein“ beginnt.

## Stein

### Stein S
- Stein Schimke, Joan, US-amerikanische Regisseurin, Produzentin und Professorin

### Stein V
- Stein von Kamienski, Georg (1836–1921), deutscher Gutsbesitzer und Politiker
- Stein von Kamienski, Gottfried (1896–1977), deutscher Verwaltungsjurist und Landrat
- Stein von Kamienski, Gustav (1791–1875), preußischer Generalmajor
- Stein von Kaminski, August (1848–1922), preußischer Generalleutnant
- Stein von Kaminski, Friedrich (1791–1846), preußischer Generalmajor
- Stein von Kaminski, Karl (1789–1872), preußischer Generalleutnant
- Stein von Kaminski, Oskar (1820–1894), preußischer Generalleutnant
- Stein von Kaminski, Rudolf (1818–1875), preußischer Generalmajor

### Stein Z
- Stein zu Lausnitz, Ludwig Freiherr von (1868–1934), deutscher Offizier und Forschungsreisender
- Stein zu Nord- und Ostheim, Adelheid von (1870–1960), deutsche Stiftsdame und Pröpstin
- Stein zu Nord- und Ostheim, Carl von (1673–1733), deutscher Adliger
- Stein zu Nord- und Ostheim, Etty von (1872–1944), deutsche Flüchtlingshelferin
- Stein zu Nord- und Ostheim, Hans Karl von (1867–1942), Staatssekretär des Deutschen Reiches
- Stein zu Nord- und Ostheim, Otto von (1854–1915), preußischer Generalleutnant
- Stein zum Altenstein, Karl vom (1770–1840), preußischer PolitikerKarl vom Stein zum Altenstein (1770–1840)

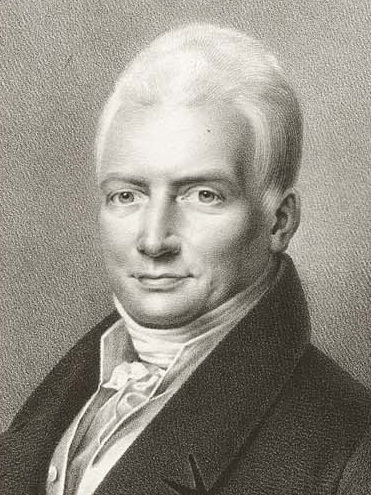
Karl vom Stein zum Altenstein (1770–1840)

### Stein, A – Stein, Y

#### Stein, A
- Stein, Aaron Marc (1906–1985), US-amerikanischer Autor
- Stein, Abby (* 1991), amerikanische Transgender-Aktivistin
- Stein, Abraham (1818–1884), deutscher Rabbiner
- Stein, Adolf (1871–1945), deutscher konservativer Journalist und Schriftsteller
- Stein, Adolf (1931–2022), deutscher Regattasegler
- Stein, Albert (1925–1999), deutscher Jurist, evangelischer Theologe und Hochschullehrer
- Stein, Albert Gereon (1809–1881), deutscher Kirchenmusiker
- Stein, Albrecht vom († 1522), Schweizer Söldnerführer während der Italienischen Kriege
- Stein, Alexander (1789–1833), deutscher lutherischer Geistlicher
- Stein, Alexander (1809–1858), deutscher Jurist und Abgeordneter
- Stein, Alexander (1843–1914), deutscher Rabbiner
- Stein, Alexander (1881–1948), deutscher Journalist
- Stein, Alexander (1890–1970), deutscher Fregattenkapitän der Kriegsmarine
- Stein, Alexander (1911–1980), deutscher römisch-katholischer Theologe
- Stein, Alexandra (* 1998), US-amerikanische Volleyballspielerin
- Stein, Alon (* 1978), israelisch-deutscher Basketballspieler
- Stein, André (1776–1842), deutscher Klavierbauer
- Stein, Anton Joseph (1759–1844), österreichischer Pädagoge und Philologe
- Stein, Arnd (* 1946), deutscher Psychologe, Psychotherapeut und Autor
- Stein, Arthur (1871–1950), österreichisch-tschechoslowakischer Althistoriker und Holocaustüberlebender
- Stein, August (1842–1903), deutscher Kaufmann und Unternehmer
- Stein, August (1851–1920), deutscher Journalist
- Stein, Aurel (1862–1943), ungarisch-britischer Entdecker und Archäologe
- Stein, Axel (* 1982), deutscher SchauspielerAxel Stein (* 1982)

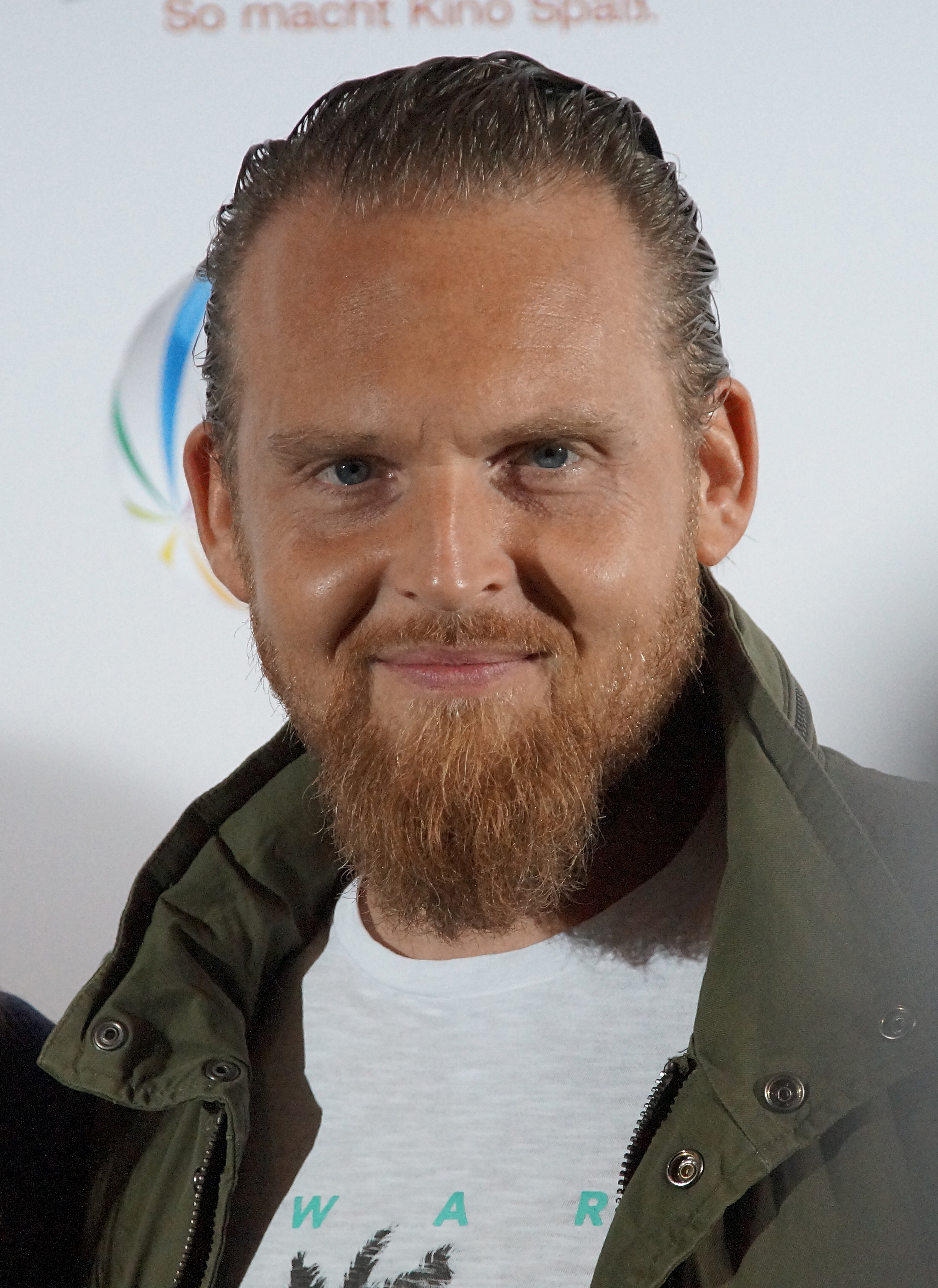
Axel Stein (* 1982)

#### Stein, B
- Stein, Bartholomäus, deutscher Humanist und Geograph
- Stein, Bastian (* 1983), deutscher Jazzmusiker
- Stein, Ben (* 1944), US-amerikanischer Schauspieler, Autor und Anwalt
- Stein, Benjamin (* 1970), deutscher Schriftsteller, Journalist, Publizist
- Stein, Benno, deutscher Informatiker und Hochschullehrer
- Stein, Bernard (* 1949), deutscher Grafikdesigner
- Stein, Bernhard (1904–1993), deutscher römisch-katholischer Theologe und Bischof von Trier
- Stein, Bill (1899–1983), US-amerikanischer American-Football-Spieler
- Stein, Birgit (1968–2018), deutsche Schauspielerin und Filmemacherin
- Stein, Bolko von (* 1898), deutscher Jurist
- Stein, Boris (* 1984), deutscher Triathlet
- Stein, Bruno (1930–1996), US-amerikanischer Ökonom und Hochschullehrer

#### Stein, C
- Stein, Carl (1880–1957), deutscher Politiker und Bürgermeister der Stadt Itzehoe (1947–1949)
- Stein, Carl (1908–2003), deutscher Diplomat
- Stein, Carl Robert (1852–1932), österreichischer Unternehmer
- Stein, Carl von (1626–1675), deutscher Jurist und Kanzler des Markgrafen von Bayreuth
- Stein, Caspar von (1590–1632), deutscher Ritterhauptmann und Gesandter
- Stein, Charles (1920–2016), US-amerikanischer Statistiker
- Stein, Charlotte von (1742–1827), Hofdame und enge Freundin von Friedrich Schiller und Johann Wolfgang von GoetheCharlotte von Stein (1742–1827)

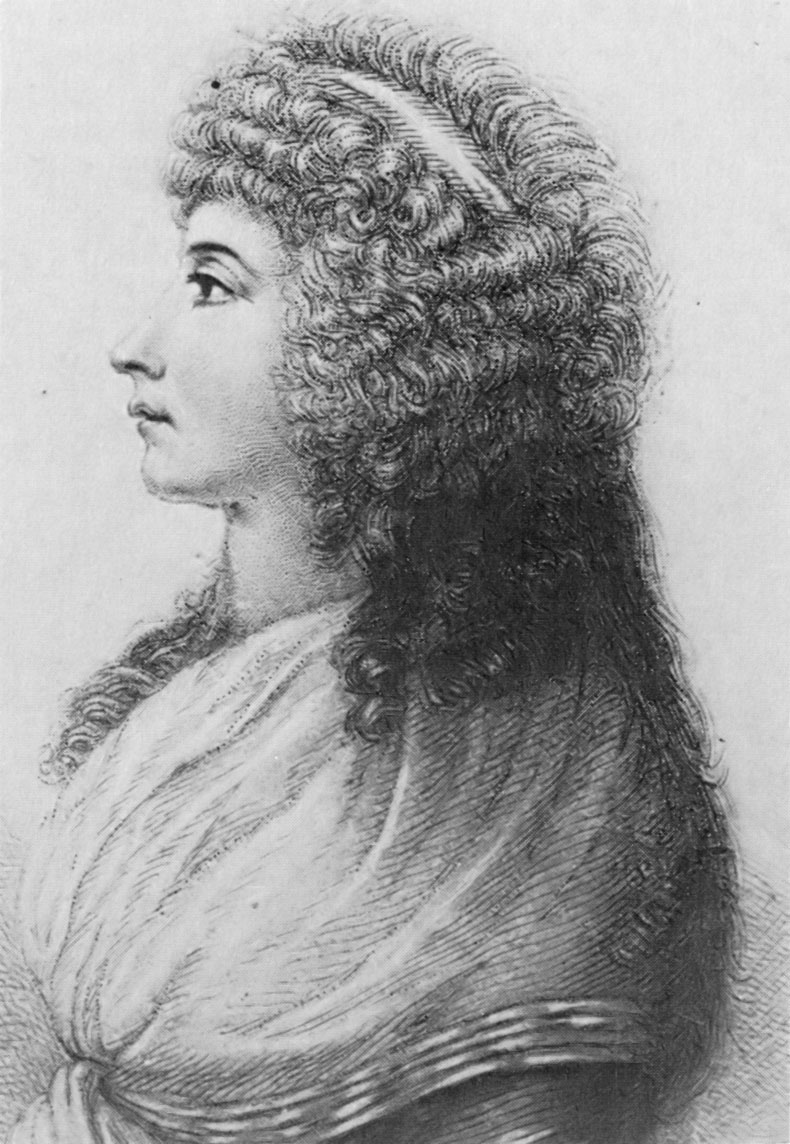
Charlotte von Stein (1742–1827)

- Stein, Chris (* 1950), US-amerikanischer Gitarrist und Mitbegründer der Band Blondie
- Stein, Christian (1809–1887), deutscher Pfarrer und Politiker, MdL
- Stein, Christian Gottfried Daniel (1771–1830), deutscher Geograph
- Stein, Christiane, deutsche Fernsehjournalistin, Fernsehmoderatorin, Schauspielerin und Medientrainerin
- Stein, Christoph Gérard (* 1971), deutsch-französischer Film- und Theaterschauspieler
- Stein, Claudius (* 1978), deutscher Archivar und Historiker
- Stein, Clifford (* 1965), US-amerikanischer Informatiker
- Stein, Conrad (1892–1960), deutscher Ringer
- Stein, Craig, britischer Schauspieler und Synchronsprecher

#### Stein, D
- Stein, Daniel (* 1953), US-amerikanischer Physiker
- Stein, Danique (* 1990), Schweizer Fussballspielerin und Fussballtrainerin
- Stein, David (1935–1999), französischer Maler, Kunsthändler und Kunstfälscher
- Stein, Diana, Theaterregisseurin, Dramatikerin, Bühnenbildnerin, Texterin und Performerin
- Stein, Dieter (1924–2022), deutscher Zeichner und Maler
- Stein, Dieter (* 1946), deutscher Anglist, Sprachwissenschaftler und Hochschullehrer
- Stein, Dieter (* 1955), deutscher Künstler, Illustrator und Comiczeichner
- Stein, Dieter (* 1955), deutscher Radrennfahrer
- Stein, Dieter (* 1967), deutscher Publizist
- Stein, Dietrich (1938–2024), deutscher Bauingenieur und Hochschullehrer
- Stein, Dietrich von (1793–1867), deutscher Großgrundbesitzer und Politiker; Staatsminister Sachsen-Coburgs
- Stein, Dimitri (1920–2018), amerikanischer Ingenieur

#### Stein, E
- Stein, Eckhard (1934–2006), deutscher Basketballtrainer
- Stein, Edith (1891–1942), deutsch-jüdische Philosophin, Nonne, Schwester von Rosa Stein und Opfer des HolocaustEdith Stein (1891–1942)

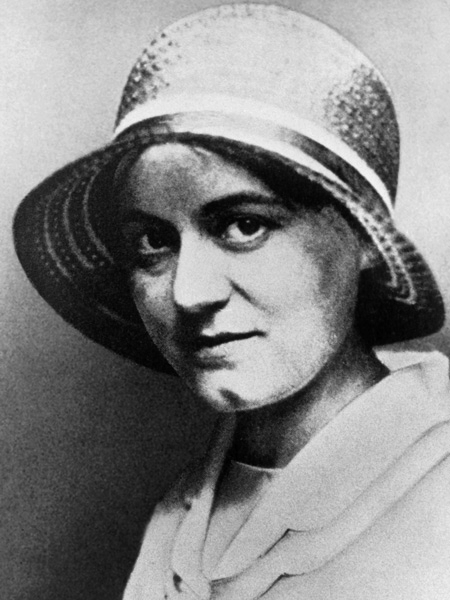
Edith Stein (1891–1942)

- Stein, Eduard (1818–1864), deutscher Dirigent, Musikdirektor und Hofkapellmeister
- Stein, Eitelwolf von († 1515), deutscher Humanist, Kurfürstlicher Rat und Diplomat
- Stein, Ekkehard (* 1943), deutscher Komponist und Produzent
- Stein, Ekkehart (1932–2008), deutscher Staatsrechtler
- Stein, Elias (1748–1812), niederländischer Schachspieler
- Stein, Elias (1931–2018), belgisch-amerikanischer Mathematiker
- Stein, Elias (* 2002), deutscher E-Sportler
- Stein, Elisabeth (* 1961), deutsche Klassische Philologin, Mediävistin und Latinistin
- Stein, Elisabeth von, deutsche Verfassungsrichterin
- Stein, Ellen Margrethe (1893–1979), dänische Schauspielerin
- Stein, Emmy (1879–1954), deutsche Botanikerin und Genetikerin
- Stein, Erdmann von (1662–1739), Premierminister in Bayreuth
- Stein, Eric (1913–2011), amerikanischer Jurist
- Stein, Ernst (1891–1945), österreichischer Althistoriker
- Stein, Ernst (1906–1943), deutscher Politiker (NSDAP) und SA-Führer
- Stein, Ernst (1916–1977), deutscher SED-Funktionär
- Stein, Ernst von (1767–1787), Jagdpage in Weimar und Jugendfreund von Johann Wolfgang von Goethe
- Stein, Erwin (1885–1958), österreichischer Komponist, Dirigent und Musiktheoretiker
- Stein, Erwin (1903–1992), deutscher Politiker (CDU), MdL und Richter des Bundesverfassungsgerichts
- Stein, Erwin (1930–2009), deutscher Politiker (CSU), MdL
- Stein, Erwin (1931–2018), deutscher Ingenieur
- Stein, Erwin (1935–2024), deutscher Fußballspieler

#### Stein, F
- Stein, Ferdinand von (1800–1875), Landrat und Kreisrat im Großherzogtum Hessen
- Stein, Flemming (* 1996), deutscher Synchronsprecher
- Stein, Frank (* 1954), deutscher Fußballspieler
- Stein, Frank (* 1963), deutscher Kommunalbeamter und Politiker (SPD)
- Stein, Franz (1869–1943), österreichischer Journalist und Politiker der österreichischen Alldeutschen
- Stein, Franz (1880–1958), deutscher Schauspieler
- Stein, Franz (1900–1967), deutscher Politiker (SPD), MdB, Oberbürgermeister der Stadt Mainz
- Stein, Franz A. (1928–1999), deutscher Musikwissenschaftler und Musikforscher
- Stein, Franz Joseph von (1772–1834), deutscher Verwaltungsjurist
- Stein, Franz Joseph von (1832–1909), deutscher Geistlicher, römisch-katholischer Erzbischof des Erzbistums München-Freising
- Stein, Frauke (1936–2023), deutsche Frühmittelalterarchäologin
- Stein, Fred (1909–1967), deutscher Fotograf
- Stein, Freimut (1924–1986), deutscher Eiskunstläufer und Rollkunstläufer
- Stein, Friedrich (1811–1868), deutscher Verwaltungsbeamter und Richter
- Stein, Friedrich (1820–1905), deutscher Jurist und Regionalhistoriker
- Stein, Friedrich (1859–1923), deutscher Rechtswissenschaftler
- Stein, Friedrich (1911–1987), deutscher Maler und Grafiker
- Stein, Friedrich Christian Ludwig von (1703–1739), deutscher Gutsherr und Politiker
- Stein, Friedrich Georg von (1769–1851), deutscher Offizier und Gutsbesitzer
- Stein, Friedrich von (1818–1885), preußischer, deutscher ZoologeFriedrich von Stein (1818–1885)

Friedrich von Stein (1818–1885)

- Stein, Friedrich Wilhelm (1887–1956), deutscher Politiker (FDP), MdL
- Stein, Fritz (1879–1956), deutscher Theologe
- Stein, Fritz (1879–1961), deutscher Dirigent, Musikwissenschaftler und Mitglied im Kampfbund für deutsche Kultur

#### Stein, G
- Stein, Gabriele (1941–2020), deutsche Anglistin und Hochschullehrerin
- Stein, Georg (* 1909), deutscher Schachspieler
- Stein, Georg H. W. (1897–1976), deutscher Zoologe
- Stein, Georg Marcus (1738–1794), deutscher Orgel- und Klavierbauer
- Stein, Georg von († 1497), oberschwäbischer Adliger; Landeshauptmann von Schweidnitz-Jauer; Oberlandeshauptmann von Schlesien; Landvogt der Nieder- und der Oberlausitz
- Stein, Georg von Graben zum († 1595), kärntnerischer Edelmann und Herr von Stein
- Stein, Georg Wilhelm der Ältere (1737–1803), deutscher Mediziner und aktiver Freimaurer
- Stein, Georg Wilhelm der Jüngere (1773–1870), deutscher Mediziner und Geburtshelfer
- Stein, George Henry (1934–2007), US-amerikanischer Historiker
- Stein, Gerd (* 1941), deutscher Politik- und Erziehungswissenschaftler
- Stein, Gerhard (1922–1987), deutscher Diplomat, Botschafter der DDR
- Stein, Gerhart (1910–1971), deutscher Humangenetiker
- Stein, Gertrude (1874–1946), US-amerikanische SchriftstellerinGertrude Stein (1874–1946)

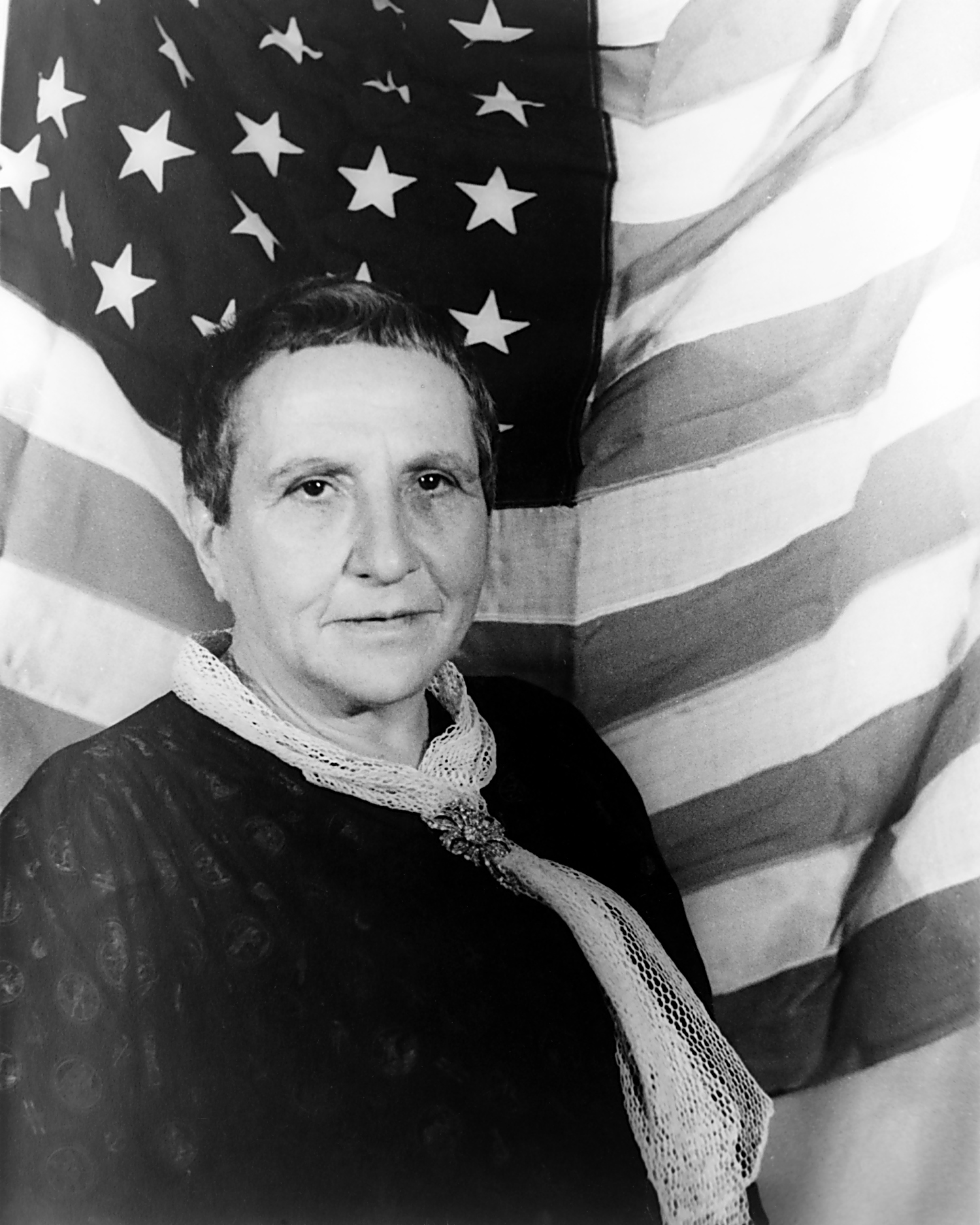
Gertrude Stein (1874–1946)

- Stein, Gil (* 1956), US-amerikanischer Archäologe
- Stein, Gisela (1924–2005), US-amerikanische Germanistin und Literaturwissenschaftlerin
- Stein, Gisela (1934–2009), deutsche Schauspielerin
- Stein, Gottlob Carl Wilhelm Friedrich von (1765–1837), mecklenburgisch-schwerinischer Kammerjunker und Kammerherr
- Stein, Gottlob Ernst Josias Friedrich von (1735–1793), Sachsen-Weimarischer Oberstallmeister
- Stein, Gottlob Friedrich Konstantin von (1772–1844), Sohn der Sachsen-Weimarischen Oberstallmeisters Gottlob Ernst Josias Friedrich von Stein und Charlotte von Stein
- Stein, Gregor (* 1989), deutscher Eishockeyspieler
- Stein, Günter (1924–2000), deutscher Kunsthistoriker
- Stein, Günter (* 1937), deutscher Internist (Nephrologe) und Medizinfunktionär
- Stein, Günter (1938–2025), deutscher Ingenieur und Hochschullehrer (Regelungstechnik)
- Stein, Günther (1900–1961), deutscher Journalist
- Stein, Günther (1922–1982), deutscher Autor und Übersetzer
- Stein, Gustav (1903–1979), deutscher Jurist und Politiker (CDU), MdB
- Stein, Gustav (1920–1998), deutscher Politiker (SPD), MdL
- Stein, Gustav von (1872–1952), preußischer Landrat im Kreis Zell
- Stein, Gustel (1922–2010), deutscher Künstler

#### Stein, H
- Stein, Haakon (* 1940), deutscher Fechter und Olympiateilnehmer
- Stein, Hannes (* 1965), deutsch-amerikanischer politischer Journalist und Buchautor
- Stein, Hanns (* 1920), deutscher Rundfunkmoderator, Sportjournalist, Hörspielsprecher und Schauspieler
- Stein, Hans (* 1935), deutscher Maler und Grafiker
- Stein, Hans (* 1965), deutscher Politiker (FDP)
- Stein, Hans Wilhelm (1875–1944), deutscher Schriftsteller
- Stein, Hans-Gert (1929–1998), deutscher Handballspieler und -trainer
- Stein, Harald (* 1942), deutscher Pathologe und Segelsportler
- Stein, Harald (* 1966), deutscher Basketballtrainer und -spielerHarald Stein (* 1966)

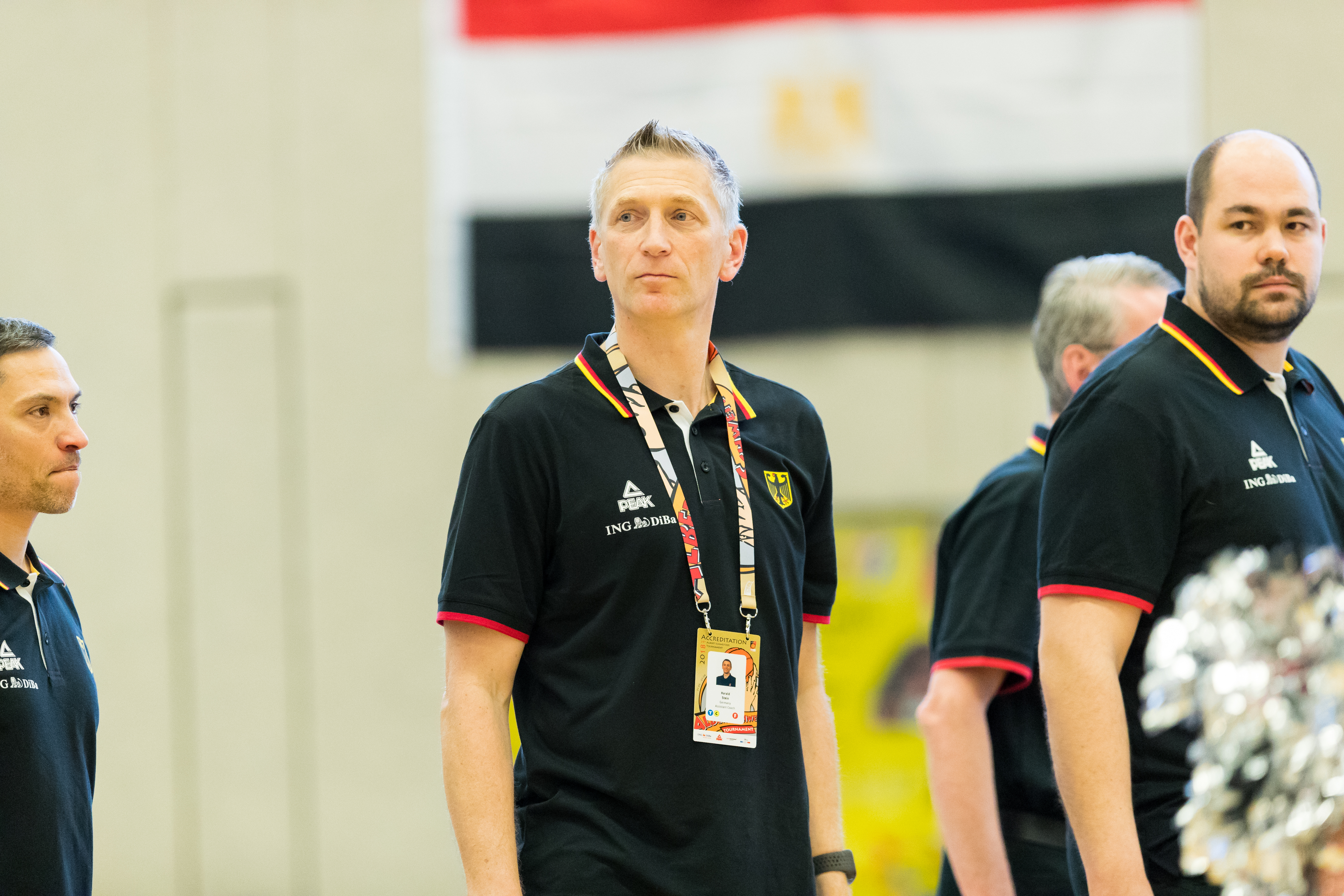
Harald Stein (* 1966)

- Stein, Heinrich (1805–1885), Landtagsabgeordneter Großherzogtum Hessen
- Stein, Heinrich (1850–1913), deutscher Landschaftsmaler
- Stein, Heinrich (1896–1978), deutscher Politiker (SPD), MdBB
- Stein, Heinrich (1897–1948), katholischer Priester, Schulleiter und Missionar in Brasilien
- Stein, Heinrich Freiherr von (1857–1887), deutscher Philosoph, Pädagoge und Publizist
- Stein, Heinrich Friedrich Karl vom und zum (1757–1831), preußischer Beamter, Staatsmann und ReformerHeinrich Friedrich Karl vom und zum Stein (1757–1831)

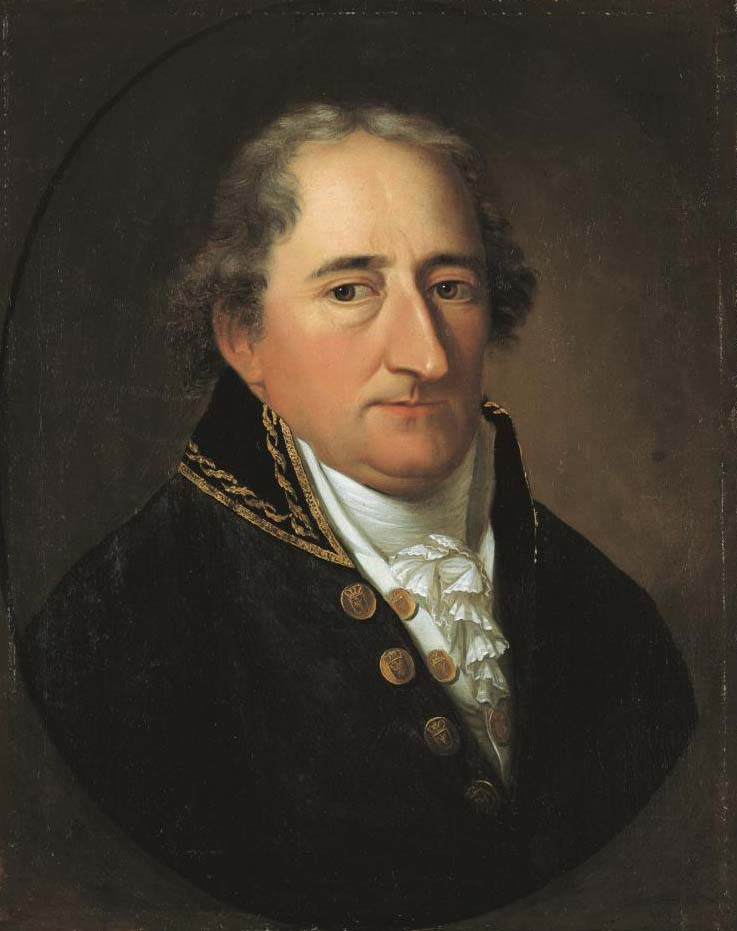
Heinrich Friedrich Karl vom und zum Stein (1757–1831)

- Stein, Heinrich Konrad (1831–1896), deutscher Schulleiter und Autor
- Stein, Heinrich von (1833–1896), deutscher Philologe, Philosoph und Universitätsrektor
- Stein, Heinz (* 1934), deutscher Holzschneider, Bildhauer und Schriftsteller
- Stein, Helmut (1942–2022), deutscher Fußballspieler
- Stein, Herb (1898–1980), US-amerikanischer American-Football-Spieler und -Trainer, Baseballspieler
- Stein, Herbert (1916–1999), US-amerikanischer Ökonom
- Stein, Herman D. (1917–2009), US-amerikanischer Sozialwissenschaftler
- Stein, Hermann (1919–1995), deutscher Politiker (FDP), MdL
- Stein, Hermann Freiherr von (1859–1928), bayerischer General der Artillerie im Ersten Weltkrieg
- Stein, Hermann von (1854–1927), preußischer General der Artillerie sowie Kriegsminister
- Stein, Hertnid von († 1491), Domherr von Bamberg, Diplomat, Kunstmäzen, Pfarrer von Hof
- Stein, Hieronymus vom (1550–1595), deutscher Rechtswissenschaftler
- Stein, Holger (* 1957), deutscher Fußballspieler
- Stein, Horst, deutscher Basketballspieler
- Stein, Horst (1928–2008), deutscher Konzert- und Operndirigent

#### Stein, I
- Stein, Ignaz (1721–1772), Abt der Reichsabtei Obermarchtal in Oberschwaben (1768–1772)
- Stein, Ina (* 1925), deutsche Kostümbildnerin
- Stein, Ingeborg (1934–2020), deutsche Musikwissenschaftlerin, Museologin und Schriftstellerin
- Stein, Ingrid, deutsche Schauspielerin und Hörspielsprecherin
- Stein, Ingrid Noemi, deutsche Schauspielerin
- Stein, Itamar (* 1983), israelischer Volleyballspieler und Trainer

#### Stein, J
- Stein, Jan-Philipp (* 1988), deutscher Psychologe, Medienforscher und Hochschullehrer
- Stein, Jason (* 1976), US-amerikanischer Jazz- und Improvisationsmusiker (Bassklarinette)
- Stein, Jean (1934–2017), US-amerikanische Autorin und Herausgeberin
- Stein, Jeanne C., US-amerikanische Schriftstellerin
- Stein, Jill (* 1950), US-amerikanische Ärztin und PolitikerinJill Stein (* 1950)

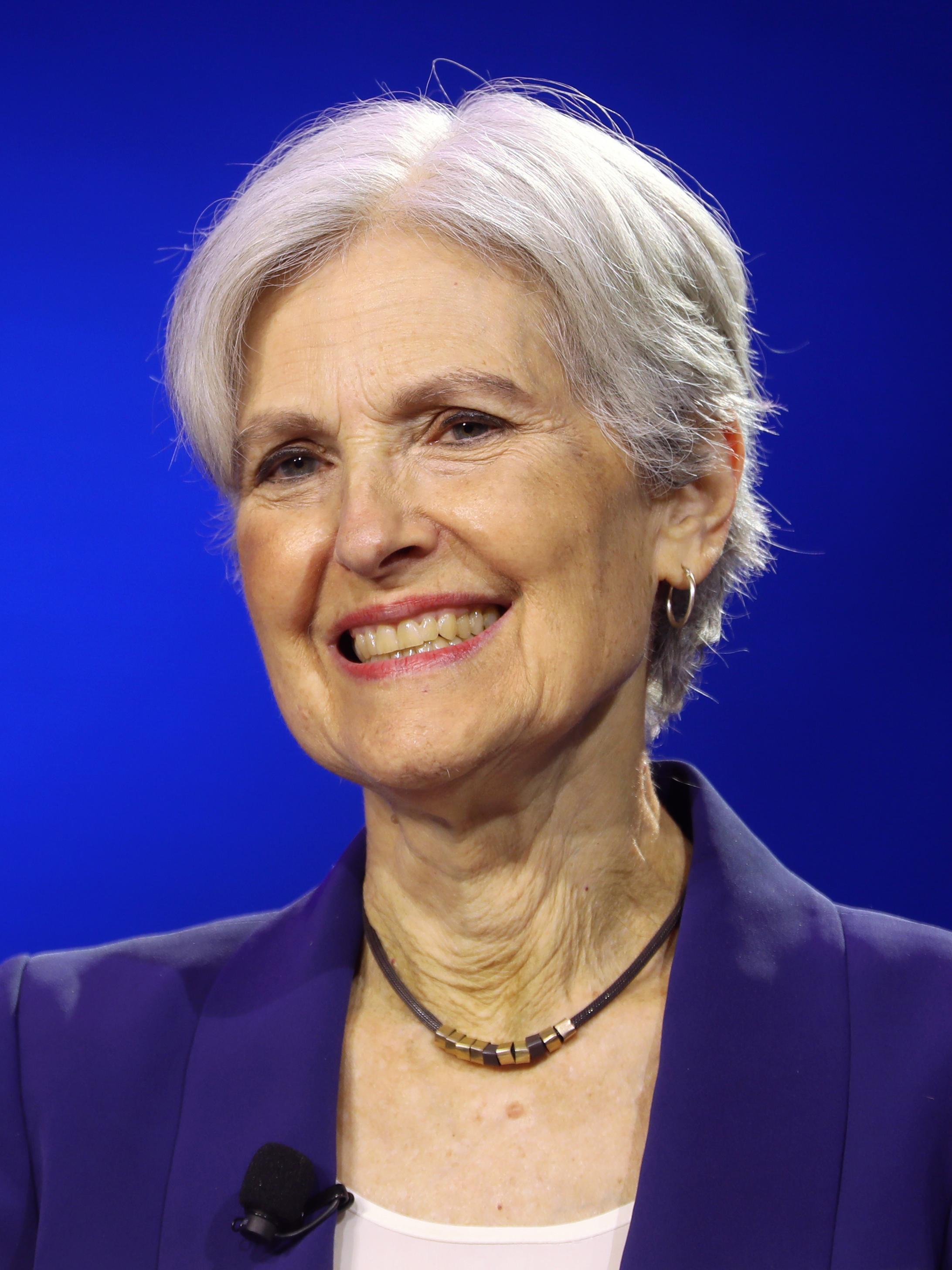
Jill Stein (* 1950)

- Stein, Joachim (1959–2023), deutscher LSBTIQ*-Aktivist
- Stein, Joachim Lucas (1711–1785), deutscher Advokat und Rechtsgelehrter
- Stein, Jock (1922–1985), schottischer Fußballspieler und -trainerJock Stein (1922–1985)

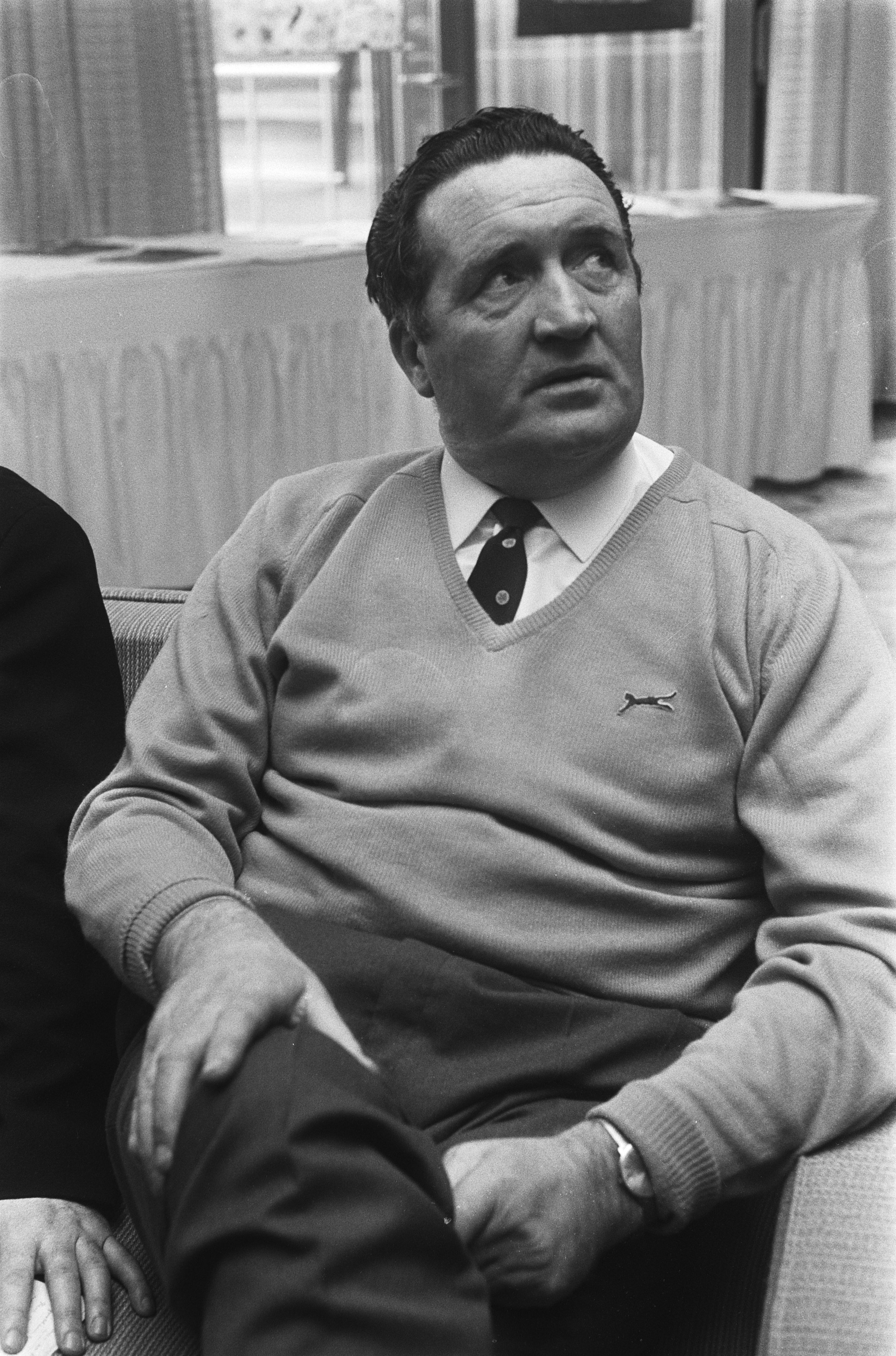
Jock Stein (1922–1985)

- Stein, Joël (1926–2012), französischer kinetischer Künstler
- Stein, Johan Willem Jakob Antoon (1871–1951), niederländischer Astronom
- Stein, Johann (1661–1725), deutscher Rechtswissenschaftler
- Stein, Johann Andreas (1728–1792), deutscher Orgel- und Klavierbauer
- Stein, Johann Andreas (1752–1821), deutscher Orgelbauer im Baltikum
- Stein, Johann Baptist (1810–1873), österreichischer Richter und Politiker
- Stein, Johann Friedrich von und zum (1749–1799), preußischer Oberst und Diplomat sowie Komtur des Deutschen Ordens in Weddingen
- Stein, Johann Georg († 1785), deutscher Orgelbauer
- Stein, Johann Heinrich (1773–1820), deutscher Bankier
- Stein, Johann Heinrich von (* 1937), deutscher Wirtschaftswissenschaftler
- Stein, Johann Peter (1647–1710), deutscher evangelisch-lutherischer Geistlicher, Hauptpastor der Lübecker Aegidienkirche und Senior des Geistlichen Ministeriums
- Stein, Johann von (1874–1948), deutscher Jurist und Ministerialbeamter
- Stein, Johannes (1776–1856), Landtagsabgeordneter Großherzogtum Hessen
- Stein, Johannes (1866–1941), deutscher Verwaltungsjurist und Finanzminister des Freistaats Oldenburg
- Stein, Johannes (1896–1967), deutscher Mediziner
- Stein, John (* 1949), amerikanischer Jazzmusiker (Gitarre, Komposition)
- Stein, Johnny (1891–1962), US-amerikanischer Jazzmusiker
- Stein, Jörg (* 1961), deutscher Radrennfahrer
- Stein, Josef (1876–1937), österreichisch-tschechischer Theatermacher, Filmregisseur und -produzent
- Stein, Joseph (1912–2010), US-amerikanischer Dramatiker und Musicalautor
- Stein, Josh (* 1966), US-amerikanischer PolitikerJosh Stein (* 1966)

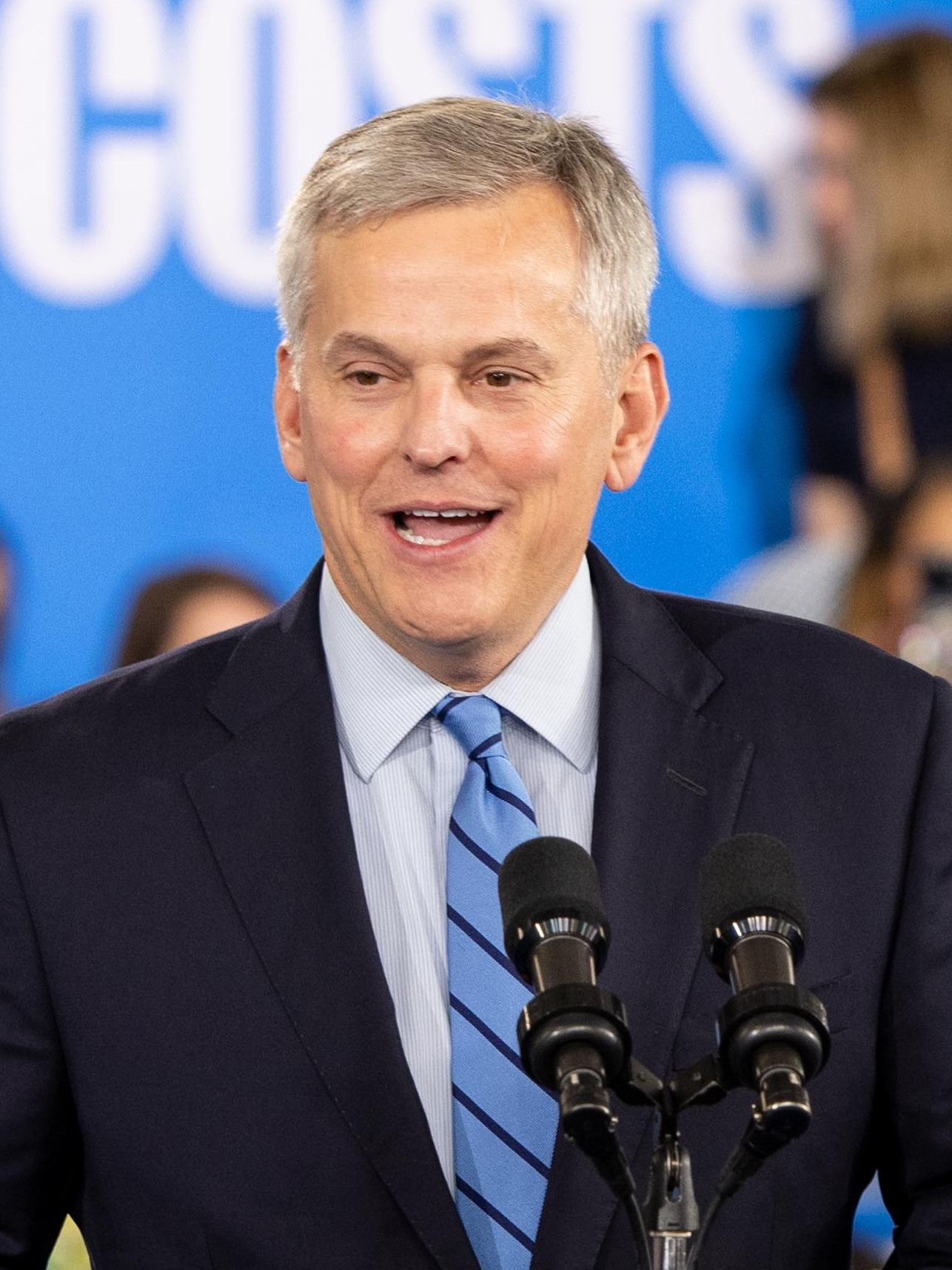
Josh Stein (* 1966)

- Stein, Jules C. (1896–1981), US-amerikanischer Unternehmer und Philanthrop
- Stein, Julia K. (1969–2024), deutsche Schriftstellerin
- Stein, Julius (1813–1889), deutscher, linksliberaler Journalist und Politiker
- Stein, Jürgen vom (* 1961), deutscher Gerichtspräsident

#### Stein, K
- Stein, Karl (1902–1942), deutscher Widerstandskämpfer
- Stein, Karl (1913–2000), deutscher Mathematiker
- Stein, Kaspar vom († 1463), Schultheiss von Bern
- Stein, Kira (* 1952), deutsche Maschinenbauingenieurin
- Stein, Klaus (1890–1974), deutscher Politiker (DG, GB/BHE), MdL
- Stein, Klaus-Peter (1946–2013), deutscher Fußballspieler
- Stein, Konrad (1674–1732), deutscher Jurist, Rechtswissenschaftler und Hochschullehrer
- Stein, Kurt (* 1970), US-amerikanischer Skispringer

#### Stein, L
- Stein, Léa (* 1936), französische Schmuckdesignerin
- Stein, Leo (1861–1921), österreichischer Librettist und TextdichterLeo Stein (1861–1921)

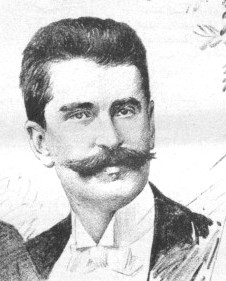
Leo Stein (1861–1921)

- Stein, Leo (1872–1947), US-amerikanischer Kunstkritiker und Kunstsammler
- Stein, Leon (1910–2002), US-amerikanischer Komponist, Dirigent und Musikwissenschaftler
- Stein, Leonard (1916–2004), amerikanischer Musikwissenschaftler, Pianist und Dirigent
- Stein, Leonid (1934–1973), sowjetischer Schachgroßmeister
- Stein, Leonie (* 1948), Schweizer Theaterregisseurin und Hochschuldozentin
- Stein, Leopold (1810–1882), deutscher Rabbiner und Schriftsteller
- Stein, Leopold (1893–1969), österreichischer Facharzt für Sprach- und Stimmheilkunde
- Stein, Lisa (* 1994), deutsche Volleyballspielerin
- Stein, Lola (1885–1959), deutsche Schriftstellerin
- Stein, Longest F. (1953–2023), deutscher Kurator
- Stein, Lorenz von (1815–1890), deutscher Staatsrechtslehrer und NationalökonomLorenz von Stein (1815–1890)

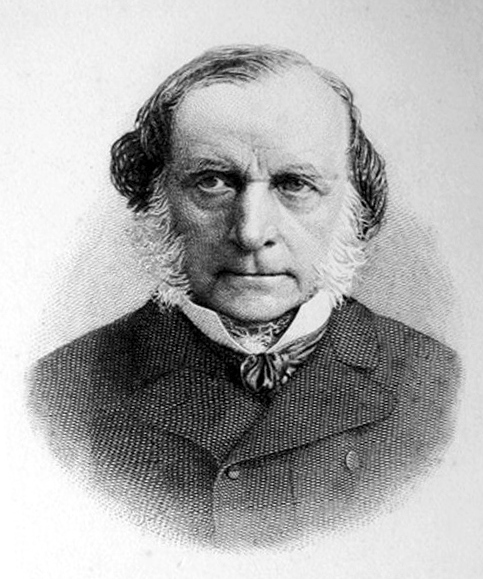
Lorenz von Stein (1815–1890)

- Stein, Lothar (* 1962), deutscher Basketballspieler und -trainer
- Stein, Lotte (1894–1982), deutsche Schauspielerin
- Stein, Lou (1922–2002), US-amerikanischer Jazzpianist und Studiomusiker
- Stein, Ludwig (1859–1930), ungarisch-schweizerischer Philosoph
- Stein, Ludwig von (1693–1780), deutscher Obrist, Freiherr und Wohltäter der Stadt Zweibrücken
- Stein, Luise von (* 1999), deutsche Schauspielerin

#### Stein, M
- Stein, Manfred (1947–1979), deutscher Motocrossfahrer
- Stein, Marc (* 1963), US-amerikanischer Historiker
- Stein, Marc (* 1985), deutscher Fußballspieler
- Stein, Marianne (1888–1944), österreichische Anatomin und Sozialmedizinerin
- Stein, Marianne vom und zum (1753–1831), Äbtissin des evangelischen Stifts Wallenstein in Homburg (Efze)
- Stein, Marie († 1866), russisch-deutsche Theaterschauspielerin
- Stein, Mark (* 1947), US-amerikanischer Rockmusiker
- Stein, Mark (* 1966), deutscher Anglist und Hochschullehrer
- Stein, Markus (1845–1935), österreichischer Lehrer, Schulbuchautor und Verleger
- Stein, Markus (* 1962), deutscher Klassischer Philologe
- Stein, Markus (* 1965), deutscher Regisseur, Kameramann und Drehbuchautor
- Stein, Markus (* 1977), deutscher Dirigent, Cembalist, Organist und Kirchenmusiker
- Stein, Markus (* 1985), deutscher Politiker (SPD), MdL
- Stein, Marquard vom, deutscher Humanist, Gräflich württemberg-mömpelgardischer Rat und Landvogt
- Stein, Mary, US-amerikanische Schauspielerin
- Stein, Mathias (* 1970), deutscher Politiker (SPD)
- Stein, Matthias (1660–1718), Jurist und Hochschullehrer
- Stein, Matthias Franz (* 1980), österreichischer SchauspielerMatthias Franz Stein (* 1980)

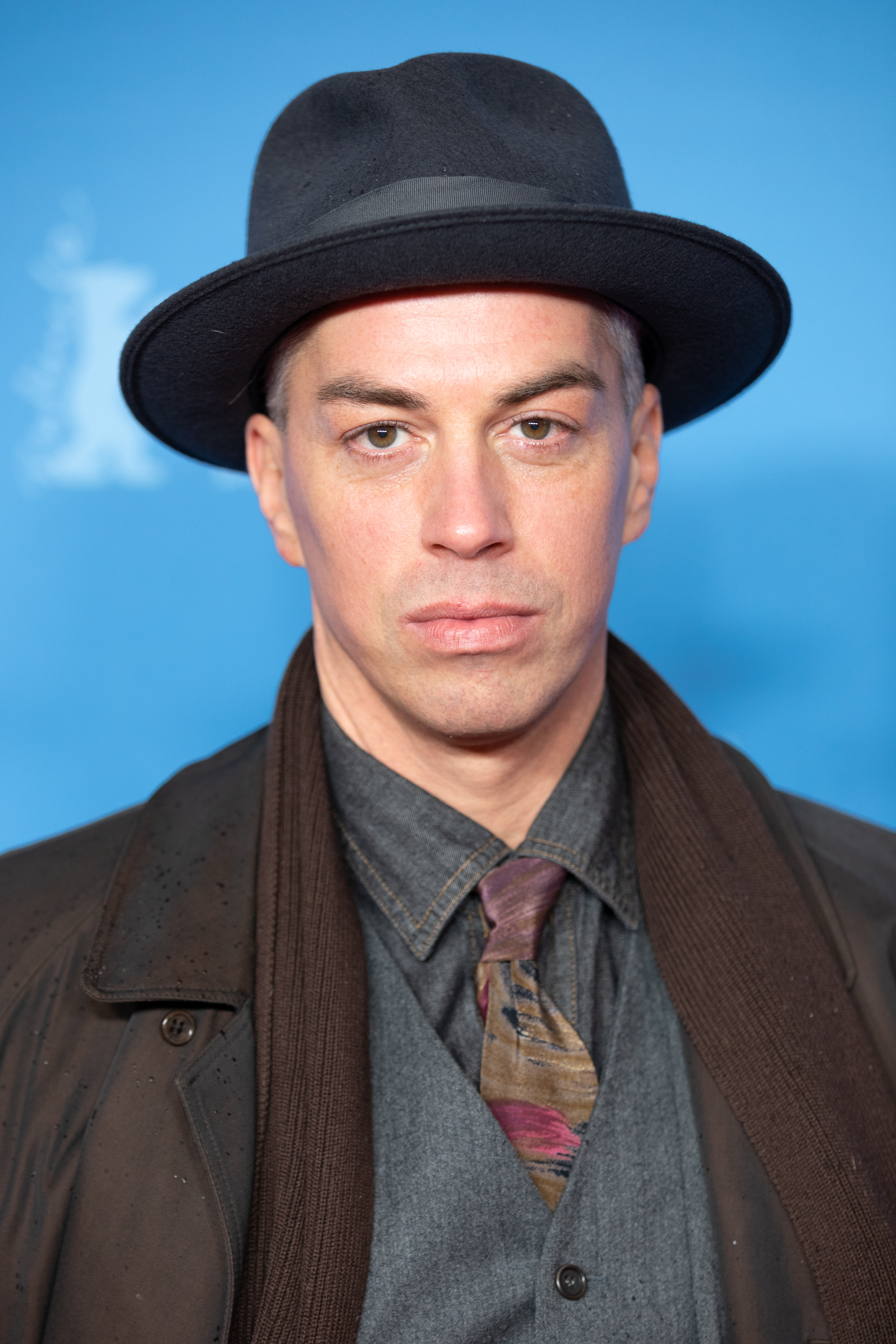
Matthias Franz Stein (* 1980)

- Stein, Max (1871–1952), deutscher Unternehmer und Sammler sozialistischer Literatur
- Stein, Max (1901–1964), deutsch-israelischer Rechtsanwalt und Regierungsbeamter
- Stein, Max Martin (1911–2001), deutscher Pianist und Musikpädagoge
- Stein, Meike Katrin (* 1991), deutsche Komponistin, Orchestratorin von Filmmusik, Musikerin und Autorin
- Stein, Michael (1950–2021), deutscher Schlagersänger
- Stein, Michael (1952–2007), deutscher Musiker, Kabarettist und Autor
- Stein, Michael (* 1962), deutscher Journalist mit den Themenschwerpunkten Wissenschaft und Technik
- Stein, Miriam (* 1988), österreichisch-schweizerische SchauspielerinMiriam Stein (* 1988)

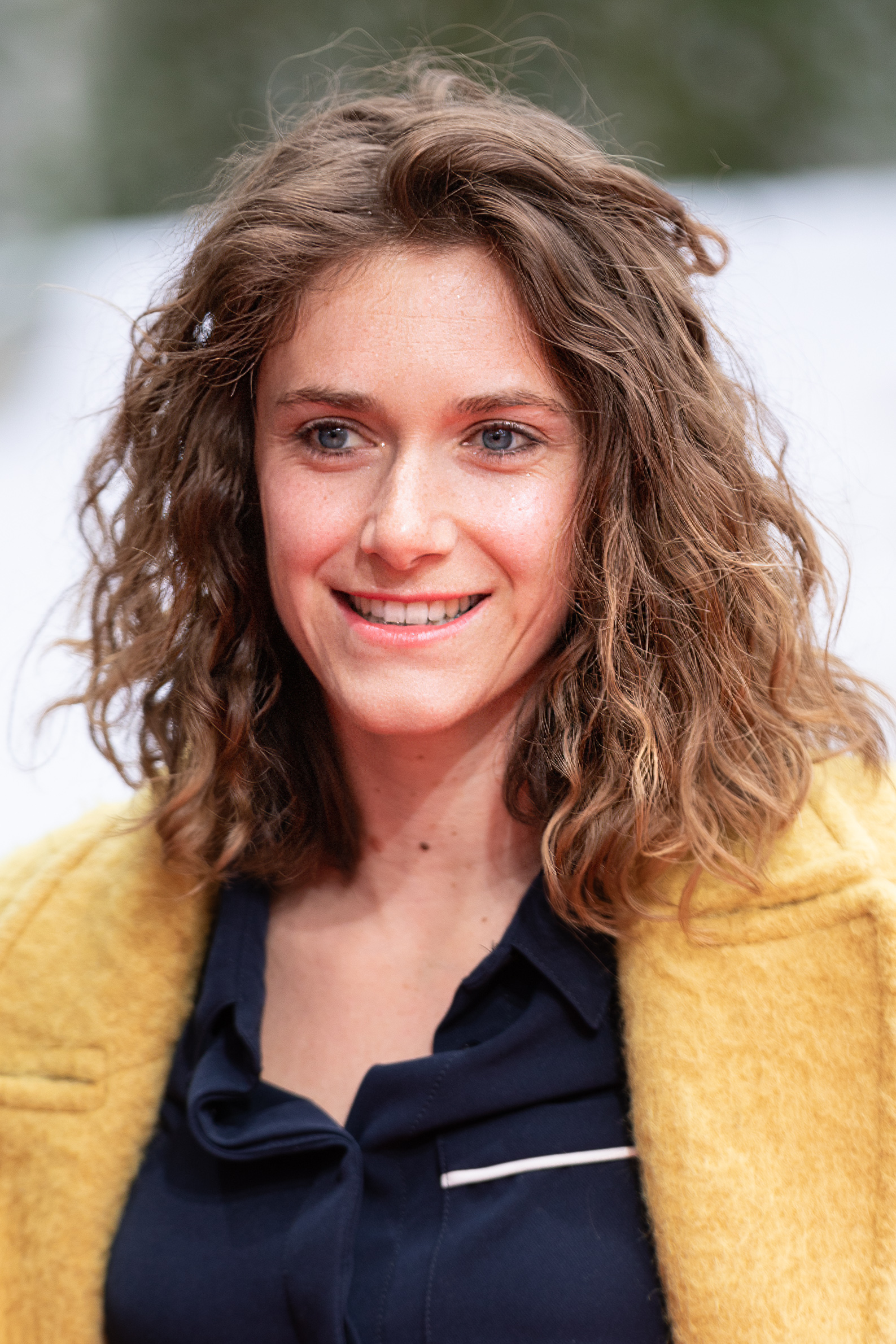
Miriam Stein (* 1988)

- Stein, Miriam Yung Min (* 1977), deutsche Journalistin und Autorin
- Stein, Mitch, US-amerikanischer Jazzgitarrist
- Stein, Moritz Adolf (1797–1871), deutscher Maler und Zeichner

#### Stein, N
- Stein, Nadja (1891–1961), österreichisch-israelische Frauenfunktionärin
- Stein, Nathan (1857–1927), deutscher Richter, erster Gerichtspräsident jüdischen Glaubens in Deutschland
- Stein, Nathan (1881–1966), deutsch-US-amerikanischer Jurist
- Stein, Niels (* 1991), deutscher Leichtathlet
- Stein, Niki (* 1961), deutscher Regisseur
- Stein, Norbert (* 1953), deutscher Jazzmusiker

#### Stein, O
- Stein, Oliver (* 1971), deutscher Schauspieler und Theaterregisseur
- Stein, Otto (1893–1942), tschechischer Indologe
- Stein, Otto, deutscher Kameramann, Regisseur, Drehbuchautor und Filmproduzent
- Stein, Otto Th. W. (1877–1958), böhmischer und tschechoslowakischer Zeichner und Maler
- Stein, Ottomar (1867–1958), deutscher Architekt und Baumeister

#### Stein, P
- Stein, Paul (1585–1634), Hofprediger und Superintendent in Kassel
- Stein, Paul (1874–1956), deutscher Bergbauingenieur, Generaldirektor der Zeche „Auguste Victoria“ in Marl
- Stein, Paul (1949–2004), deutscher Grafiker und Buchkünstler
- Stein, Paul E. (1944–2002), US-amerikanischer Offizier, Generalleutnant der US Air Force
- Stein, Paul Ludwig (1892–1951), österreichischer Schauspieler und Filmregisseur
- Stein, Paulus (1550–1621), deutscher Goldschmied
- Stein, Peter, deutscher Basketballspieler
- Stein, Peter (* 1937), deutscher Theater-, Opern- und Filmregisseur und ehemaliger TheaterleiterPeter Stein (* 1937)

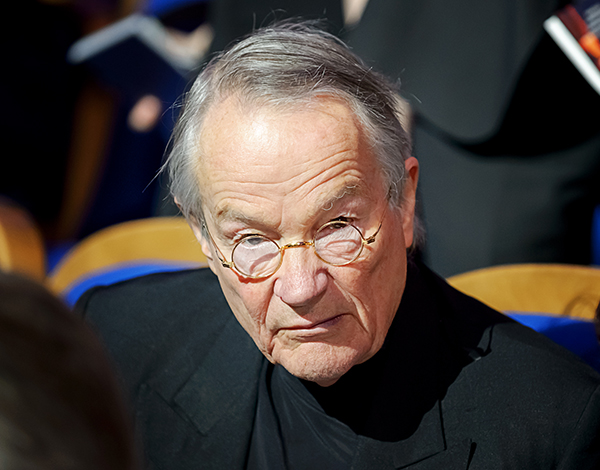
Peter Stein (* 1937)

- Stein, Peter (1941–2024), deutscher Germanist
- Stein, Peter (* 1943), US-amerikanischer Kameramann
- Stein, Peter (* 1947), deutscher Romanist
- Stein, Peter (* 1968), deutscher Politiker (CDU), MdL, MdB
- Stein, Peter (* 1970), deutscher Semitist
- Stein, Peter Wilhelm (1795–1831), deutscher Mathematiker und Mathematikpädagoge
- Stein, Petra (* 1964), deutsche Sozialwissenschaftlerin und Hochschullehrerin
- Stein, Phil (1913–1987), kanadischer Eishockeyspieler
- Stein, Philip (1919–2009), US-amerikanischer Maler
- Stein, Philip (* 1991), deutscher Verleger, Burschenschafter und neurechter Aktivist
- Stein, Philipp (1859–1926), Beigeordneter, Mitglied des Provinziallandtages der Provinz Hessen-Nassau
- Stein, Philipp (* 1990), deutscher Koch

#### Stein, R
- Stein, René (* 1981), deutscher Koch
- Stein, Richard (1834–1917), deutscher Bergbeamter
- Stein, Richard (1871–1932), österreichischer Verleger
- Stein, Richard Heinrich (1882–1942), deutscher Komponist
- Stein, Richard S. (1925–2021), US-amerikanischer Physikochemiker und Materialwissenschaftler
- Stein, Rick (* 1947), britischer KochRick Stein (* 1947)

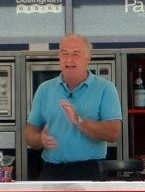
Rick Stein (* 1947)

- Stein, Robert (1857–1917), deutsch-amerikanischer Übersetzer, Autor und Polarforscher
- Stein, Robert (* 1979), deutscher Unternehmer und Politiker (CDU), MdL
- Stein, Robert M. (* 1961), deutscher Bankmanager
- Stein, Roger (* 1975), Schweizer Autor und Musiker
- Stein, Roland (* 1973), deutscher Fußballspieler
- Stein, Rolf A. (1911–1999), französisch-deutscher Tibetologe und Sinologe
- Stein, Ronald (1930–1988), US-amerikanischer Komponist und Filmkomponist
- Stein, Rosa (1883–1942), deutsche Jüdin, Schwester von Edith Stein und Opfer des Holocaust
- Stein, Rose (1901–1976), deutsche Harfenistin und Musikpädagogin
- Stein, Rudolf (1899–1978), deutscher Denkmalpfleger und Architekt
- Stein, Russ (1896–1970), US-amerikanischer American-Football-Spieler und Polizeibeamter

#### Stein, S
- Stein, Sandra (* 1986), deutsche Politikerin (Bündnis 90/Die Grünen), MdB
- Stein, Sascha (* 1984), deutscher Dartspieler
- Stein, Schimon (* 1948), israelischer DiplomatSchimon Stein (* 1948)

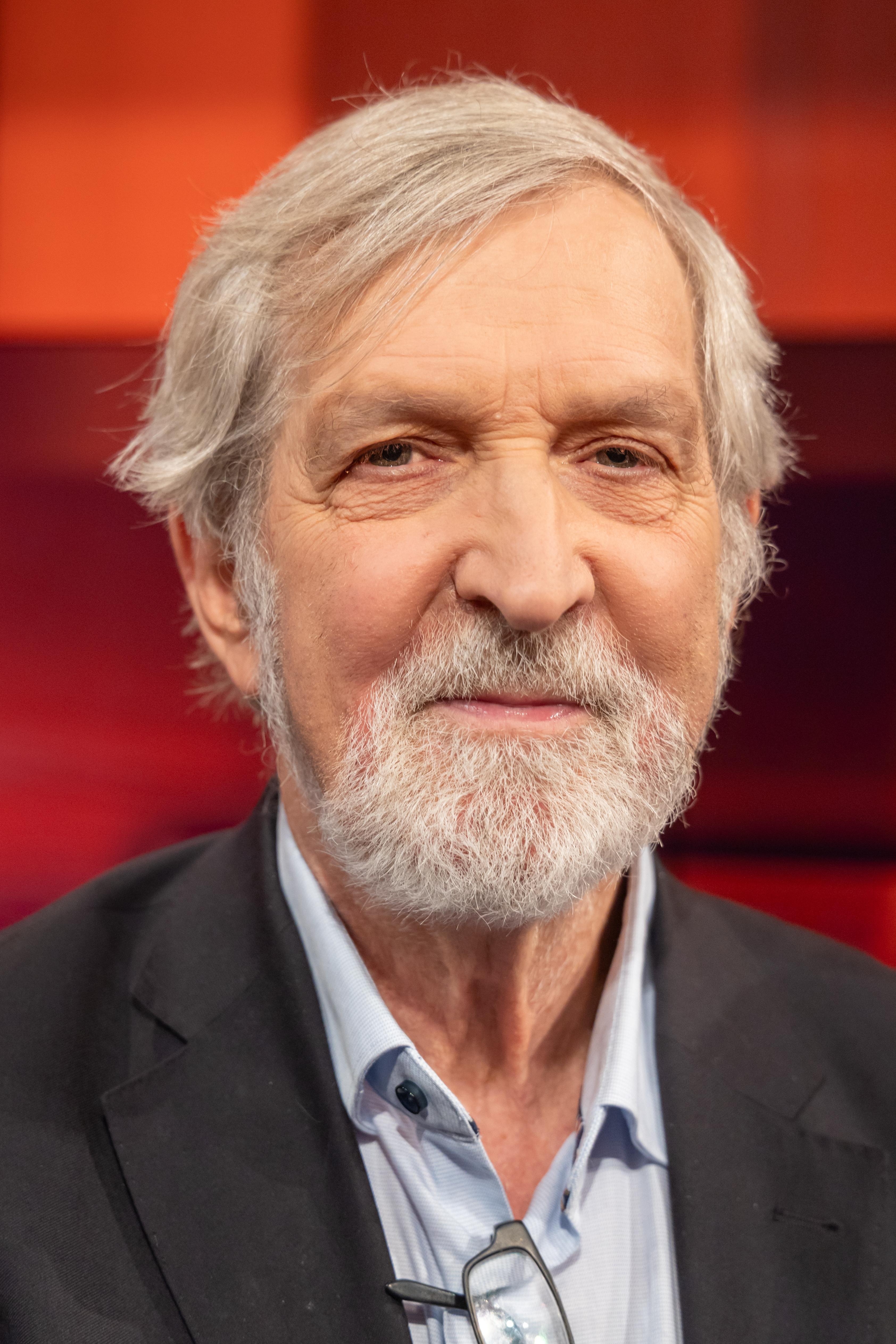
Schimon Stein (* 1948)

- Stein, Sebastian (* 1979), deutscher Filmemacher, Regisseur und Drehbuchautor
- Stein, Seymour (1942–2023), US-amerikanischer Musikproduzent und Labelbetreiber
- Stein, Siegmund (1897–1942), deutscher Rabbiner
- Stein, Sigmund Theodor (1840–1891), deutscher Naturwissenschaftler und Mediziner
- Stein, Sol (1926–2019), US-amerikanischer Schriftsteller, Publizist und Lektor
- Stein, Sophie (* 1995), deutsche Schriftstellerin und Drehbuchautorin

#### Stein, T
- Stein, Theodor (1819–1893), russischer Pianist und Musikpädagoge
- Stein, Theodor August (1802–1876), deutscher Architekt und preußischer Baubeamter
- Stein, Theodor Friedrich, deutscher Porträtmaler
- Stein, Thomas (* 1959), deutscher Liedermacher und Autor
- Stein, Thomas M. (* 1949), deutscher Musikproduzent
- Stein, Thore (* 1988), deutscher Politiker (AfD)
- Stein, Tine (* 1965), deutsche Politikwissenschaftlerin
- Stein, Torsten, deutscher Basketballspieler
- Stein, Torsten (1944–2024), deutscher Rechtswissenschaftler

#### Stein, U
- Stein, Udo (* 1983), deutscher Politiker (AfD), MdL
- Stein, Uli (1946–2020), deutscher Cartoonist und FotokünstlerUli Stein (1946–2020)

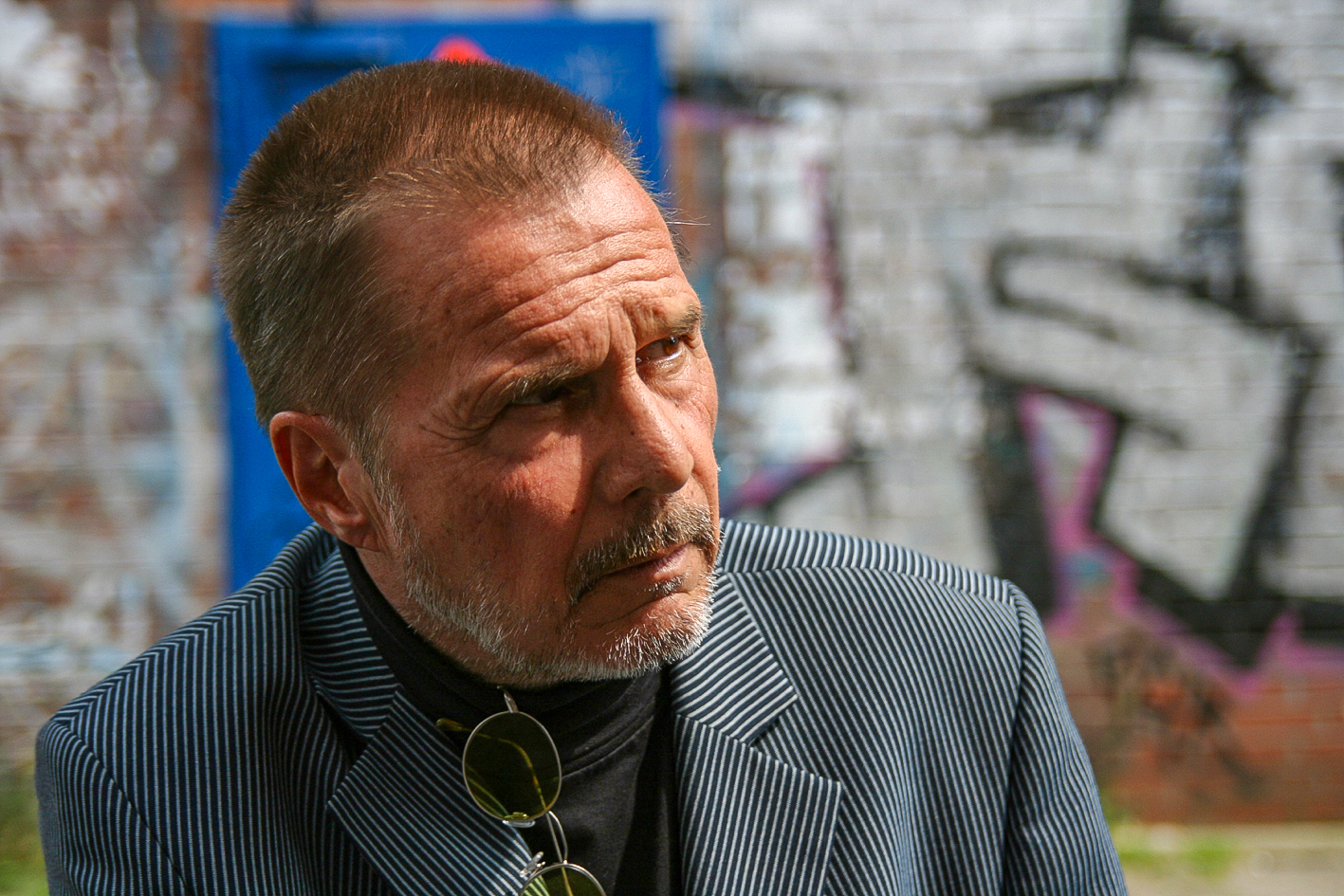
Uli Stein (1946–2020)

- Stein, Uli (* 1954), deutscher Fußballspieler
- Stein, Ulrich (* 1954), deutscher Rechtswissenschaftler und Hochschullehrer
- Stein, Ulrich (* 1955), deutscher Regisseur, Drehbuchautor, Filmproduzent und Filmeditor
- Stein, Ursula (* 1951), deutsche Rechtswissenschaftlerin

#### Stein, V
- Stein, Vera (* 1958), deutsche Buchautorin
- Stein, Viktor (1876–1940), österreichischer Politiker (SdP), Abgeordneter zum Nationalrat
- Stein, Volker (* 1966), deutscher Wirtschaftswissenschaftler

#### Stein, W
- Stein, Walter (1896–1985), deutscher SS-Führer und Polizeipräsident
- Stein, Walter (1904–1993), deutscher Astronom und Navigationslehrer
- Stein, Walter Johannes (1891–1957), österreichischer Anthroposoph, Waldorflehrer, Heilpraktiker und Schriftsteller
- Stein, Walther (1864–1920), deutscher Diplomatiker und Historiker
- Stein, Werner (1855–1930), deutscher Bildhauer
- Stein, Werner (1913–1993), deutscher Politiker (SPD), MdA
- Stein, Wilhelm (1807–1849), deutscher evangelischer Pfarrer und Bergwerksingenieur
- Stein, Wilhelm (1811–1889), deutscher Chemiker
- Stein, Wilhelm (1870–1964), deutscher Ingenieur und Nahverkehrsmanager
- Stein, Wilhelm (1886–1970), Schweizer Kunsthistoriker
- Stein, Wilhelm (1895–1944), deutscher jüdischer Widerstandskämpfer gegen den Nationalsozialismus
- Stein, William A. (* 1974), US-amerikanischer Mathematiker
- Stein, William Howard (1911–1980), US-amerikanischer Biochemiker und Nobelpreisträger für Chemie (1972)
- Stein, Wolfgang (* 1943), deutscher Tischtennisspieler
- Stein, Wolfgang Hans (* 1945), deutscher Archivar und Historiker

#### Stein, Y
- Stein, Yannic (* 2004), deutscher Fußballtorwart

### Stein-

#### Stein-B
- Stein-Blumenthal, Erna (1903–1983), deutsch-israelische Kunsthistorikerin

#### Stein-H
- Stein-Hölkeskamp, Elke (* 1954), deutsche Althistorikerin

#### Stein-K
- Stein-Kecks, Heidrun (* 1956), deutsche Kunsthistorikerin

#### Stein-L
- Stein-Lessing, Maria (1905–1961), deutsch-südafrikanische Kunsthistorikerin und Kunstsammlerin
- Stein-Liebenstein zu Barchfeld, Ferdinand von (1832–1912), preußischer Generalleutnant
- Stein-Liebenstein zu Barchfeld, Ferdinand-Wilhelm von (1895–1953), deutscher Generalmajor der Luftwaffe im Zweiten Weltkrieg
- Stein-Liebenstein, Wilm von (1869–1954), deutscher Jurist und Politiker (Zentrum), MdL

#### Stein-P
- Stein-Pick, Charlotte (1899–1991), deutsche Emigrantin jüdischer Herkunft

#### Stein-R
- Stein-Ranke, Marie (1873–1964), deutsche Malerin und Radiererin

#### Stein-S
- Stein-Schneider, Christof (* 1962), deutscher Gitarrist, Mitglied der Rockband Fury in the Slaughterhouse und WohnraumheldenChristof Stein-Schneider (* 1962)

Christof Stein-Schneider (* 1962)

- Stein-Schneider, Lena (1874–1958), Berliner Komponistin, Lied- und Operettentexterin, Pianistin

#### Stein-W
- Stein-Weissberger, Ela (1930–2018), Holocaustüberlebende und Zeitzeugin